# Paul Elliott (Fußballspieler)
Paul Elliott, CBE (* 18. März 1964 in Lewisham) ist ein ehemaliger englischer Fußballspieler.

## Leben und Karriere
Elliott begann seine Karriere bei Charlton Athletic in den frühen 1980er Jahren. 1983 unterschrieb er einen Vertrag beim damaligen Erstligisten Luton Town. Nach 66 Spielen in Luton wechselte er 1985 zu Aston Villa. Nach zwei Jahren bei den Villans ging er nach Italien, um dort zwei Jahre bei Pisa Calcio zu spielen. 1989 kehrte er ins Vereinigte Königreich zurück. Von 1989 bis 1991 spielte er in Schottland bei Celtic Glasgow und wurde als erster Engländer überhaupt Schottischer Fußballer des Jahres (1991). Im Sommer 1991 ging er zum FC Chelsea. Im September 1992 verletzte er sich schwer am Knie und musste seine Karriere beenden. 
2003 bekam Elliot den „Most Excellent Order of the British Empire“ von Königin Elisabeth II. zugesprochen. Er bekam diese Auszeichnung für seinen Einsatz bei britischen Jugendspielern und bei seinem unermüdlichen Einsatz gegen Rassismus. Der Engländer war der erste Schwarze, der im Old Firm (Glasgower Derby) spielte. 2013 wurde ihm die nächsthöhere Stufe des Commander verliehen.

## Erfolge
- 1991: schottischer Fußballer des Jahres